# محمد البلوشي (مغني)
محمد البلوشي(31 ديسمبر 1962)- مغني كويتي.

## حياته ومشواره المهني
اسمه محمد ملا عباس البلوشي، معيد بمعهد الدراسات الموسيقية، كان بطبيعته ميالاً للموسيقى، فتعلمها واهتم بها إلى أن وصل إلى مرحلة المشاركة، وأحيا نشاطات موسيقية في المدرسة ومراكز الشباب. في المرحلة الثانوية تعمّق في الفن والموسيقى ثم درس في المعهد العالي للفنون الموسيقية، واجتهد كثيراً إلى أن أصبح مطرباً داخل المعهد وخارجه، وشارك في الأنشطة الفنية الخارجية التي يقدمها المعهد. استفاد من دراسته للموسيقى والموشحات وتعلم الكثير من أستاذه الفنان أحمد باقر في الأغاني الشعبية والتراث. إذ تخرج عام 1986، ساعده ذلك على أن يسير بخطى ثابتة في مسيرته الفنية الطويلة، قدم خلالها أعمالاً غنائية ناجحة.  كانت له تجربة غنائية كويتية ثرية لفتت انتباه محبي الغناء الخليجي منذ بداياته، وتوقعوا له مستقبلاً واعداً، خصوصاً أنه برع في تقديم اللون الشعبي، بدايته كانت مع فرقة التلفزيون للفنون الشعبية التي انتسب إليها كعضو، فتعلم فنوناً شعبية أصيلة، وتعاون مع كبار الفنانين في الفرقة أمثال غنام الديكان ومرزوق المرزوق وبدر الجويهل.واجه محمد البلوشي، في بدايته، مصاعب كثيرة منها العثور على كلمات الأغاني وألحانها لتسجيلها، إلى أن حصل على مساندة من الفنان البحريني يوسف الغانم الذي كتب له أغنية ولحنها (1983) يقول فيها:لا تحاول.. لا.. لالا تحاوللو تسوي المستحيلما يصير قلبي أسيرأنساك في يوم وليلة أما أول حفلة غنائية شارك فيها فكانت مع فرقة الدانة الكويتية (1983)، وغنى معها ست أغنيات عاطفية... واجهته مشكلات مادية ومعنوية في بداية احترافه الغناء كتخوف الملحنين، لا سيما المعروفين في الساحة الغنائية الذين يتهافت على ألحانهم نجوم الطرب آنذاك، كذلك شعراء الأغنية والمنتجين الذين يبحثون عن أصوات تضمن لهم أرباحهم من إنتاج الشريط، لم يستسلم البلوشي لهذا الواقع وراح يتحرك بإصرار وأصدر ألبومه {الوداع} الذي احتوى أغنيات عاطفية.عام 1983 سجل من ألحانه مقدمة المسلسل التلفزيوني {علي بابا} وهي عبارة عن زهيرية كتبها الشاعر الغنائي ماجد سلطان.عام 1984 قدم أغنيات قليلة أبرزها تلك التي غناها مع كورال المعهد العالي للفنون الموسيقية، من كلمات الشاعر الغنائي مبارك الحديبي، ألحان الفنان أنور عبد الله، وهو صوت شامي يقول في مطلعه :قال مطربنا وغنا                يوصف أحوال المعناعودة يحكي بين أيدينا             يطرب ويشجينا رنا الانطلاقة شكل 1985 الانطلاقة الفنية له، وتمثل أول تعاون له مع الفنان راشد الخضر في أغنية {عاند} من كلمات الشاعر عبد اللطيف البناي. آنذاك، كان يدرس الموسيقى وكان الخضر يدرّسه القانون، فأسمعه لحناً خاصاً به وشجعه على خوض تجربة الغناء، فحصل محمد البلوشي على مجموعة من الأغنيات بتعاونه مع الملحنين وشعراء الأغنية الشباب آنذاك من بينهم: الملحن عبد العزيز حسن الذي لحن كلمات الأغنية الوطنية {لؤلؤة الخليج} من تأليف علي زكي، وشاركه الغناء مطربون شباب هم: عادل عبد الملك ونوال وفيصل يوسف.في العام نفسه غنى {يا بدايتنا} من كلمات سامي العلي وألحان محمد الرويشد، {أتقرب} من كلمات عبد الإمام عبد الله وألحان سليمان الملا، وأغنية أخرى من تلحين سليمان الملا وكلمات الشاعر الغنائي مبارك الحديبي.عام 1986 جدد تعاونه مع الملحن سليمان الملا في أغنية عاطفية تعتمد الإيقاع الشعبي من كلمات الشاعر الغنائي مبارك الحديبي.عام 1987 غنى أغنيتين: الأولى من كلمات الشاعر الغنائي عبد اللطيف البناي وألحان أنور عبد الله، والثانية {من هو الغلطان} مع فرقة الدانة من ألحانه وكلمات الشاعر الغنائي بدر بورسلي.عام 1988 سجل أغنية من ألحان محمد الرويشد وكلمات الشاعر الغنائي أحمد الشرقاوي، ولحن أغنية {شالعجب} للمطرب نبيل شعيل من كلمات الشاعر الغنائي ساهر.تنويعنوع الفنان محمد البلوشي في الأعمال التي قدمها عام 1988، تمثل ذلك في النماذج المختلفة والأساليب المتفاوتة والمتباينة في تعامله، لا سيما على مستوى الكلمات التي لحنها وغناها لتلبية أذواق الجمهور، وحاجة المرحلة، في تلك الفترة، إلى أعمال غنائية عاطفية ووطنية ومن الأعمال التي قدمها: {ماكو إلا أنت} من كلمات الشاعر الغنائي مبارك الحديبي وألحان الفنان غنام الديكان، {هوه يا هوه} من تأليف الشاعر ساهر والمذهب مأخوذ من أغنية تراثية من زنجبار سمعه من فرقة بحرية.عام 1989 بعدما اجتاز محمد البلوشي سنوات من العطاءات، قدم خلالها أغنيات جميلة تعاون فيها مع ملحنين ومؤلفين، خصوصاً الشباب، تعاون مع الشاعر الغنائي بدر بورسلي والملحن راشد الخضر في أغنيتين.في السنة نفسها  لحن  البلوشي أغنية { شوق} للفنان سليمان الملا من كلمات الشاعر الغنائي أحمد الشرقاوي.  كذلك غنى محمد البلوشي {سيدي سيلمان}، من كلمات الشاعر البحريني المعروف علي الشرقاوي وألحان الفنان خالد الشيخ
اشتهر بفترة التسعينات، بداياته الفنية كانت من خلال المعهد العالي للفنون الموسيقية في الكويت وكذلك انضمامه لفرقة التلفزيون للفنون الشعبية الكويتية ويعتبر من الأعضاء المؤسسين للفرقة، ومن أشهر أغانيه، أغنية (يا سعود) وأغنية (يانار شبي) من تأليف خلف بن هذال العتيبي، كما أن له عدة أغاني وطنية منها أغنية (كويتيين) و(أم السلام), كما غنى أغنية (رجال طفوا نارها) بمناسبة إطفاء «الآبار الكويتية», وشارك في عدة مهرجانات غنائية منها مهرجان القرين ومهرجان الإسكندرية ومهرجان الدار البيضاء للأغنية العربية، وخاض تجربة التمثيل في مسلسل «دار الزين», عمل كذلك في مجال التلحين وكانت الحانة متميزه وخصوصا مع الفنان نبيل شعيل ونوال الكويتية خلال فترة ثمانينيات وأوائل التسعينيات من القرن الماضي

## قائمة الألبومات[4]
| الأغنية | الألبوم          | المنتج        |
| ------- | ---------------- | ------------- |
| 1983    | محمد البلوشي     | أنغام الخليج  |
| 1985    | محمد البلوشي     | السنام        |
| 1988    | (يا سيدي حاضر)   | شركة النظائر  |
| 1989    | محمد البلوشي     | شركة النظائر  |
| 1993    | محمد البلوشي     | شركة النظائر  |
| 1994    | (يا نار شبي)     | فنون الإمارات |
| 1995    | (كل شيء معقول)   | الخيول        |
| 1996    | (يا لابس الوردي) | الخيول        |
| 1997    | (حلو)            | روتانا        |
| 1999    | (أفكر فيك)       | روتانا        |
| 2001    | (عيوني)          | روتانا        |
| 2001    | (لعبها صح)       | روتانا        |
| 2002    | (عاطفي)          | روتانا        |
| 2003    | (يسألني)         | روتانا        |
| 2006    | محمد البلوشي     | روتانا        |

## فيديو كليبات
| الأغنية                 | المنتج                     | المخرج       |
| ----------------------- | -------------------------- | ------------ |
| لا تذكرتك               |                            | نجوم الخليج  |
| أرجوك خلاص              |                            | السنام       |
| كويتين                  |                            | شركة النظائر |
| حبيبي ربي يجازيه        | غافل فاضل                  | شركة النظائر |
| يا نار شبي              | غافل فاضل                  | شركة النظائر |
| سيدي سليمان             | غافل فاضل                  | شركة النظائر |
| من عاشر الذيب           | إبراهيم الكاظمي، نزار خاجه | شركة النظائر |
| قال المعنى              | غافل فاضل                  | شركة النظائر |
| يا للأسف                | غافل فاضل                  | شركة النظائر |
| الزمن غدار(كل شي معقول) | عادل الخضر                 | الخيول       |
| شقاوي                   |                            | الخيول       |
| أحب السمر               |                            | art الموسيقى |
| يا خاين الحب            |                            | art الموسيقى |
| يا غصن الجنا            | عادل الخضر                 | art الموسيقى |
| يا لابس الوردي          |                            | art الموسيقى |
| يا أبو عبد الله         |                            | art الموسيقى |
| حظي تبسم لي             | عامر الخفش                 | art الموسيقى |
| يا سعود                 |                            | art الموسيقى |
| أفكر فيك                | عادل الخضر                 | روتانا       |
| لا تسج بعيد             | عادل الخضر                 | روتانا       |
| لا تس                   | عادل الخضر                 | روتانا       |
| عيوني                   | محمد العجمي                | روتانا       |
| توبة                    | محمد العجمي                | روتانا       |
| جمال الزين لون مغربي    | عادل الخضر                 | روتانا       |
| بعد هالعمر              | عادل سرحان                 | روتانا       |